# Chu Ngọc Anh (cầu thủ bóng đá)
Chu Ngọc Anh (sinh ngày 9 tháng 1 năm 1989) là một cầu thủ đang chơi cho Câu lạc bộ bóng đá Đồng Tháp và cũng từng là một thành viên của đội tuyển Việt Nam. Anh đang chơi là hậu vệ cánh trái.

## Sự nghiệp
Năm 17 tuổi mới được tuyển vào lớp nắng khiếu bóng đá Nam Định. 18 tuổi anh chơi khá nổi bật tại giải U 20 Đông Nam Á năm 2007. Năm 2008 mới 19 tuổi, anh được huấn luyện viên Henrique Calisto triệu tập vào đội tuyển quốc gia Việt Nam (trước khi được đưa lên đội 1 Nam Định).

## Thành tích
- Đội tuyển Việt Nam: đoạt giải U22 Mederka Cup

## Nghi bán bán độ
Vào tháng 03 năm 2014, anh bị dính vào nghi án bán độ cùng đồng đội ở CLB The Vissai Ninh Bình với số tiền 85 triệu đồng.